# دیوید جی. بورک
دیوید جی. بورک (انگلیسی: David J. Burke؛ زادهٔ ۸ نوامبر ۱۹۴۸) یک فیلم‌نامه‌نویس و کارگردان اهل ایالات متحده آمریکا است. وی از سال ۱۹۸۶ میلادی تاکنون مشغول فعالیت بوده‌است. 
از فیلم‌ها یا مجموعه‌های تلویزیونی که وی در آن‌ها نقش داشته است، می‌توان به حیوان و گانگستر اشاره نمود.